# Rosamunde Pilcher: Zu hoch geflogen
Zu hoch geflogen ist ein deutscher Fernsehfilm von Stefan Bartmann aus dem Jahr 2013. Er basiert auf der Kurzgeschichte The bracelet von Rosamunde Pilcher und ist die 120. Folge der Rosamunde-Pilcher-Filmreihe des ZDF mit Werken der erfolgreichen Schriftstellerin. Die Hauptrollen sind mit Stephanie Japp und Michael Roll besetzt.

## Handlung
Bruce Clarks, Rettungsflieger, unternimmt nach einem dienstlichen Flug noch einen weiteren privaten alleine. Kollege Ray, diensthabender Pilot an diesem Tag, heißt dies nicht gut, lässt ihn aber fliegen. Bruce will zu seiner heimlichen Geliebten Amy, der Cousine von Ray, nach Bristol fliegen, mit der er bereits ein kleines Kind hat. Seiner Ehefrau Dana gegenüber gibt er an, er müsse Überstunden machen. Bruce kommt jedoch nicht in Bristol an, da sein Hubschrauber abstürzt, wobei er tödlich verunglückt.
Nach der Bestattung droht Ehefrau Dana mit einer Anzeige gegen die Rettungsfluginstitution, deren Schirmherr Lord Bingford ist, weil ihr Mann die maximal erlaubten Flugzeiten überschritten habe. Bingford, der nicht in schlechten Ruf geraten möchte, lässt das offizielle Gutachten fälschen und entlässt schweren Herzens Ray. Dana bekommt von der Wahrheit nichts mit und gibt sich mit einer Entlassung als Konsequenz zufrieden.
Doch Ray möchte nicht als Sündenbock herhalten und plant daher, die Witwe Dana aufzusuchen und aufzuklären. Auf dem Weg zu ihr trifft er sie, deren Auto auf der Straße liegengeblieben ist, und fährt sie auf Wunsch zu Lord Bingford, ohne zu wissen, wer sie ist. Dana, deren Tochter Tilda sich als Stallhelferin in Bingfords Pferdegestüt betätigt, möchte einen alten Pavillon auf dessen Grundstück wieder herrichten, da dieser von historischer Bedeutung ist, aber abgerissen werden soll. Bingford gewährt ihr drei Tage Zeit dafür.
Ray verliebt sich in Dana und es fällt ihm zunehmend schwerer, ihr die Wahrheit über sich und ihren Mann mitzuteilen. Das ist dann aber unausweichlich, da Tilda in Rays Appartement geschnüffelt, dort den Ehering ihres verstorbenen Vaters gefunden hat und ihn nun damit konfrontiert. Den Ring hatte Bruce beim Poker verspielt. Dana ist schockiert und will ihm zuerst nicht glauben, bis Lilly, eine Ärztin, bei der sie zur Miete wohnt, ihr rät, nochmals auf Ray zuzugehen. Ray hat Lilly zuvor die Wahrheit glaubwürdig erzählt.
Zu allem Überfluss stößt dann auch noch Amy ins Geschehen, mit ihrem und Bruces kleinen Kind Joy dabei. Sie will mit Dana sprechen, doch die weist sie ab. Es stellt sich heraus, dass Amy an Leukämie leidet, bald sterben wird, und ihr Kind in guten Händen wissen will. Amy und Ray heiraten spontan, damit Ray nach ihrem Tod das Sorgerecht für das Kind bekommt. Schließlich entschließt sich Dana, mit Ray zusammen sein zu wollen und mit ihm gemeinsam das Kind großzuziehen. Mit diesem Wissen stirbt Amy zufrieden an Rays Hand.
Dana kann mit Rays Hilfe den Pavillon von Bingford gefällig restaurieren und bekommt zu ihrer Freude weitere Aufträge auf dessen Anwesen. Tilda kann sich im Dressurreiten beweisen und darf an einem Wettkampf teilnehmen, den sie erfolgreich bestreitet. Sie ist in Otis, den Sohn von Lord Bingford, verliebt und kommt mit ihm zusammen.
Der Film endet nach der Taufe von Joy mit einem gemeinsamen Flug von Dana und Ray im Hubschrauber. Ray bekommt von Bingford seinen geliebten Job als Rettungsflieger zurück.

## Rezeption

### Einschaltquoten
Die Erstausstrahlung am Sonntag, den 22. Dezember 2013, um 20:15 Uhr im ZDF sahen 5,58 Millionen Menschen, was einem Marktanteil von 15,4 % beim Gesamtpublikum entsprach.